# 大金吊伐录
大金吊伐录是一本記載金太祖、金太宗時期宋金戰爭的書籍。該書的立場偏向金國。全書共分二卷或四卷。作者不詳。該書還收集了天辅七年（1123）至天会十五年（1137）间宋金往来文书以及與金灭辽之戰、靖康之恥、金國廢除劉齊和扶植大楚有關的文件。該書的名字「吊伐」是「吊民伐罪」的缩语，意思是慰问被压迫的老百姓，讨伐有罪的统治者。